# Bebel
Maria Isabel Souza da Silva Carrara, mais conhecida como Bebel (Rio de Janeiro, 9 de outubro de 1975), é uma personagem fictícia da série A Grande Família da TV Globo. Foi interpretada por Djenane Machado na 1° versão. Foi também interpretada por Guta Stresser na 2° versão.

## História

### 2ª versão
Maria Isabel Souza da Silva Carrara, mais conhecida apenas como Bebel, é a primogênita da família Silva, filha de Lineu Silva e Dona Nenê. Nasceu em outubro de 1975 e cresceu em um subúrbio no estado do Rio de Janeiro. 
Bebel engatou um romance com Eduardo (Alexandre Borges), acabou chegando a um noivado, que após durar 7 meses e 11 dias, chegou ao fim. Depois, começou a namorar Maurício (Fábio Assunção), ficando noiva dele também, mas terminou ao conhecer Agostinho (Pedro Cardoso), que caiu em um buraco que se abriu no telhado dos Silva. Quando Bebel viu o homem que havia caído em sua cama, se apaixonou (por achar que era um sinal de Deus) e naquela mesma noite, os dois dormiram juntos (mesmo sem conhecê-lo). Bebel só não sabia que assim como ela, Agostinho era noivo de Jussara. (Ela só descobriu isso anos mais tarde, no episódio “Vai Começar Tudo Outra Vez”). 
Em 1999, no dia do casamento com Maurício, Bebel se viu em dúvida. Queria casar, mas não sabia se ele era o homem da vida dela. Agostinho, então, tentou investir pela última vez em Maria Isabel. Ajudando nos preparativos da festa de casamento, que seria na casa de Lineu (Marco Nanini), o rapaz entrou no quarto da moça e ambos acabaram sendo flagrados pela família. Lineu não queria que aquela relação fosse adiante, já que não acreditava que Agostinho pudesse dar um futuro a sua filha. Vendo a dúvida de sua filha, e não querendo que ela ficasse infeliz, Nenê (Marieta Severo) conseguiu fazer com que Maurício sumisse da vida de Bebel. Sendo assim, naquele mesmo dia, Agostinho e Bebel se casaram.
Bebel, sempre foi bastante ingênua (por esse motivo sempre caiu na lábia do marido). Era mimada pelos pais, além de ter sido infantil e caprichosa, sempre a um fio de abrir o berreiro quando tinha alguma vontade contrariada. Como muitas garotas de sua idade, era bastante deslumbrada com a vida das celebridades. Por esse motivo, muitas vezes ela queria vestidos caros, comer em restaurantes chiques e morar na Barra (esse último, ela sonha até hoje). Ela é a típica garota carioca que curte ir a praia, mas principalmente, ir ao baile funk. Mas após se casar com Agostinho, criou restrições para os dois, como não pular carnaval. Mesmo assim, o taxista já foi flagrado se divertindo em um baile (apareceu sem querer na televisão) o que provocou a ira da moça. Se sentindo traída, Bebel foi se divertir na quadra de samba do bairro e provocou bastante o marido. Entretanto, como sempre, no final eles fizeram as pazes.
Com o passar do tempo, Bebel foi amadurecendo e na 3ª Temporada, decidiu procurar emprego. Conseguiu, distribuindo panfletos na rua, mas as vestes da moça não agradaram em nada o marido (ela usava micro short, miniblusa e peruca laranja). Durante essa briga, um amor do passado retornou a vida dela: Maurício, que estava disposto a reconquistá-la. Essa crise no casamento durou alguns dias, mas ela decidiu ficar com Agostinho, que apesar de ser todo errado, era o amor de sua vida. Se vendo desempregada, após várias tentativas, finalmente acha um trabalho, no salão da Marilda (Andrea Beltrão).
Em 2005, outra crise abalaria o casamento do casal (talvez a mais tensa de toda a série). Querendo dar outra oportunidade na sua vida e de sua esposa, Agostinho decidiu viajar para os EUA (foi bastante influenciado pela novela que passava: América). Mas o que Bebel não sabia, é que ele queria seguir exatamente como havia passado na novela: o taxista queria passar pela fronteira México – EUA, sendo assim mais um ilegal. No dia do embarque, Agostinho foi detido pela polícia federal, que viu dinheiro em sua cueca. Bebel saiu desesperada do avião, e ao saber do ocorrido, e disposta a dar uma lição no marido, deixou-o dormir na delegacia. Com raiva, já que sua mulher não dormia mais em casa e não queria mais saber dele, Agostinho resolveu processá-la, pedindo pensão alimentícia, alegando maus tratos, mesmo após de ele ter dado a ela uma chance de serem ricos na América do Norte. No tribunal, Bebel perdeu a causa e, por ter perdido a cabeça em frente ao juiz batendo em seu marido, teve que ficar metros de distância de Agostinho. A saudade que um sentia do outro era grande, com isso, resolveram retomar a vida de casados, anulando a separação.
Outro sonho de Bebel era ser mãe, mas infelizmente seu marido era oco (estéril). Após anos de tratamento, finalmente Bebel engravida na 7ª Temporada. No início, acreditavam que tratava-se de uma menina, mas no dia do nascimento foi descoberto que possivelmente houve um engano por conta da posição do bebê. Bebel acaba dando à luz a um menino: Floriano (homenagem a Seu Flor, seu avô).
Na 8ª temporada, passamos a ver uma Bebel mais madura em relação a todos os outros anos. Mesmo em situações em que ela precisava sair, seja para trabalhar ou para se divertir, a sua cabeça estava sempre no filho. Esse ano inteiro foi em cima dessa situação existente na vida de toda mãe de primeira viagem. No natal daquele ano, que seria comemorado junto com o primeiro aniversário do Florianinho, Bebel se desentendeu com a mãe, por querer que tudo fosse comemorado em sua casa, enquanto Nenê queria fazer a ceia de natal no lugar onde sempre foi feito, em sua casa. No final, as duas chegaram na conclusão de que o ideal seria fazer as duas festas ao mesmo tempo na casa da Nenê, só que em uma parte seria arranjada com os enfeites de natal e outra com os do aniversário.
A vida de Bebel mudou quando na 10ª temporada, Marilda encontrou o amor da vida dela e mudou-se do bairro. Agora sem emprego, ela só tinha um alternativa: trabalhar de maneira independente, como autônoma. Foi um momento em que ela e Agostinho passaram a apertar um pouco, mas ele passou a ver uma oportunidade quando resolveu se candidatar a deputado. Entretanto, sua campanha foi completamente desastrosa, o que o levou a receber apenas dois votos, um dele mesmo e o segundo ninguém sabe se foi dado pela Bebel ou pela Nenê ( sendo provavelmente da Nenê). 
No ano seguinte, tudo estava normal, até surgir a notícia de que a rua seria derrubada para a criação de um viaduto. O dinheiro dado a cada um dos moradores de ressarcimento seria muito bom, o que fez Bebel e Agostinho terem uma ideia: resolveram enganar Beiçola(Marcos Oliveira), e comprar a casa, após tantos anos de aluguel. Mas o Beiçola, que não é bobo, vendeu. O pasteleiro tinha visto o mapa da obra e nela, apenas a casa de Bebel ficaria de pé, o que deixou o casal Carrara bastante irritado. Esse ânimo vindo dos moradores, pelo dinheiro que seria dado pela obra, deixou Nenê, agora a presidente da associação de moradores, bastante preocupada, já que ela queria continuar morando na rua em que viu os filhos crescer e onde ela criou laços com os seus vizinhos. Essa vontade de lutar pela rua, cresceu nos demais e juntos, no final, conseguiram permanecer. Nesse ano, Bebel procurou por outros trabalhos, o mais polêmico foi sem dúvida quando a mesma resolveu trabalhar nas obras para o viaduto, o que a fez bater de frente com a rua toda, principalmente com a sua mãe que resolveu fazer um protesto contra as obras, um protesto que no final a mesma acabou participando. Outro trabalho que deu dor de cabeça a ela, foi o de empregada em um edifício da Barra. Agostinho nunca gostou de ver sua esposa trabalhando fora e acabou causando problema a ela, quando resolveu, de brincadeira, dar uma de patrão da casa e ainda por cima levou o filho ao local de trabalho. Agostinho nesse mesmo ano, investiu em sua frota de táxis, o que fez Bebel começar a mudar de atitude. Ele pagou sua primeira cirurgia plástica, implantando silicone. Mas quase no fim dessa temporada, Agostinho tentou se matar ao perceber que sua nova empresa poderia falir. Chegou a sonhar, quando estava desmaiado, que Bebel estava gorda e casada com Beiçola. No entanto sua frota continuou firme e forte.
Na 12ª temporada, Bebel passou por uma nova fase quando seu pai ficou em coma após salvar o seu filho de um atropelamento. Quatro anos depois, ela e Agostinho chegaram a conclusão de que não souberam criar o seu filho da forma correta, pois eles achavam que o menino, agora um pré-adolescente, tinha virado um garoto mimado, respondão e espertalhão, características vindas não apenas da idade, como também dos próprios pais. Com a volta de Lineu do coma, agora eles podem ter mais um responsável na educação do Florianinho(Vinícius Moreno). Bebel agora é uma mulher mais madura em relação a vida, mas não a sua personalidade. A possibilidade de crescer financeiramente a fez voltar a ter o mesmo sonho que ela havia de forma intensa nas primeiras temporadas e que diminuiu um pouco no decorrer da série: o de morar na Barra. Ela agora é uma perua emergente, que usa lentes coloridas, unhas postiças e aplique nos cabelos. Fora isso, a moça já fez algumas cirurgias plásticas. Bebel também passou a usar roupas de luxo, gastando todo o cartão de crédito do Agostinho. Ela agora não trabalha fora, fica tomando conta do lar e do filho. Nas horas vagas, Bebel chegou a fazer aulas de pintura. Durante a campanha eleitoral do marido, Bebel posou de primeira-dama diante de todos. Após a vitória do marido, que ganhou como governador no Rio de Janeiro, Bebel, assim como Agostinho, passou a imaginar em um novo modo de vida, longe inclusive da própria rua em que ele pediu votos. Mas esses planos correm o risco de não irem adiante, pois Fontes(Luiz Fernando Guimarães) foi acusado de participar de um esquema de corrupção.

### Prisão de Agostinho, Mulher de Negócios e separação
Durante a estadia de Agostinho na cadeia, Bebel, sua esposa resolveu administrar a empresa de táxis do marido presidiário. Com Bebel no comando, a frota da "Carrara Táxis Carrara" aumentou e o lucro foi bem maior do que na gestão de Agostinho. A oficina do Paulão (sede da empresa) ficou mais bonita e muito mais moderna. Agostinho como era de se esperar não gostou nem um pouco de ver que nas mãos de sua mulher, a empresa dele teve mais progresso do que na sua própria gestão administrativa. Agostinho passou a ser um "vice-presidente" da frota carrarense e voltou a atuar como taxista. 
Depois disso, Bebel teve uma ideia que não agradou nada ao trambiqueiro de Alcântara: Ela vendeu um carro da frota e comprou uma moto, para que Tuco atuasse como moto-táxi. Mesmo com o protesto de Agostinho, a frota de motos teve sucesso no início, porém, Tuco foi assaltado no primeiro dia de experiência na moto de Bebel e perdeu todo o dinheiro que havia ganhado no dia inteiro. Bebel fez uma aposta com Agostinho no começo do dia, de que se a moto rendesse mais do que os carros da empresa, ela podia continuar com as motos e tocar o seu negócio, caso contrário recuperaria o carro, venderia e acabaria totalmente com essa ideia de motos. 
Quando Tuco chegou com a notícia da perda do dinheiro, obviamente Bebel perdeu a aposta, na manhã do outro dia, ela ainda indo recuperar o carro que havia trocado pela moto, recebeu um pedido de corrida e começou atuar por conta própria. Isabel ganhou bastante dinheiro durante o dia, porém no fim do mesmo, achou que iria perder tudo como Tuco quando foi na mesma favela (Morro do Rato) que o próprio perdeu o dinheiro do dia anterior. Um policial avisou Bebel de que a mesma comunidade fora pacificada e que não teria mais assaltos naquele local daquele dia em diante. 
Maria Isabel chegou com todo o dinheiro ganho na sede da empresa e disse que a moto dava mais lucros do que os carros e realmente dava. 
Logo após isso, Bebel contratou mais três funcionárias para a sua recém-fundada "Carrara Motos Carrara", uma delas sendo a Danielle da Padaria, mãe das filhas de Paulão, além dela. Com a frota de motos da mulherada rendendo muito mais do que a frota de carros dos homens, Agostinho fica decepcionado e furioso por estar perdendo a aposta que fez com Bebel de que se a frota feminina lucrasse mais do que a masculina, ele venderia a parte dele na Táxis Carrara. Agostinho recebe por telefone uma proposta de compra da Motos Carrara e ele o faz. Dando a notícia para sua esposa, ela furiosa e ao mesmo tempo triste rompe temporariamente o casamento com o malandro. Agostinho desolado, recupera a empresa da ex-esposa visando que ela ia o perdoar. Nada feito. Mesmo recuperando a Motos Carrara, Bebel não perdoa Agostinho e pede o divórcio, Agostinho cede, repetindo que ama a ex-mulher. Bebel deseja romper os laços da "Carrara Motos Carrara", frota de moto-táxi integrada pelas mulheres do bairro e liderada por ela com a "Carrara Táxis Carrara", frota de táxis integrada pelos homens do bairro e liderada por seu ex-esposo e atual arquirrival, Agostinho Carrara. Bebel queria o divórcio com "separação de bens", porém, quando casou com Augusto, seu pai (Lineu) não a deixou a casar por separação de bens visando que Agostinho iria pegar tudo o que pudesse quando o casal se rompesse, na época Agostinho era muito mais trambiqueiro no que nos dias atuais. 
Bebel chorando não consegue desvincular a empresa dela (Carrara Motos) com a empresa do rival e ex-marido Agostinho (Carrara Táxi), Agostinho chama Beiçola, agora como advogado renomeado para Dr. Abelardo para que o casamento seja comprido na separação de bens e Bebel tenha seu desejo atendido, o que acontece. Agora com a "Carrara Motos Carrara" independente da "Carrara Táxis Carrara" a jovem poderá trabalhar em paz sem a intervenção do ex-marido. 
Agostinho desculpa-se toda hora para Bebel e ela não cede para que os dois se reconciliem, mesmo amando-o. Agora, Bebel mesmo apaixonada pela malandro, vai ter que tocar a vida sem ele e administrando sua mais novo e bem-sucedida empresa, a Carrara Motos Carrara.
Apesar da independência da "Carrara Motos", a sede da empresa ainda continua sendo na Oficina do Paulão que é o mesmo local da sede da "Carrara Táxis".

## Personalidade
Bebel mudou muito ao longo dos anos (talvez a personagem que mais tenha mudado).
Ela era muito mimada no início do programa, a sua voz era até mais fina e irritante. Conforme foi amadurecendo, ficou mais segura e mais esperta com o marido.
Um dos principais motivos desse amadurecimento foi quando começou a trabalhar na 3ª Temporada, mas antes, Bebel fez outros bicos como no episódio “A Esposa Modelo” em que foi garota propaganda de uma bebida e em “A quentinha de Bebel” onde começou a vender quentinhas feitas por Dona Nenê. 
Mesmo tendo vergonha quando outras pessoas fazem algum vexame, Bebel já aprontou muitos barracos, como em “Olhando Ninguém Diz” onde ela agarrou o cabelo de uma mulher e em “Uma vez Carrara, Carrara até morrer!” onde ela brigou com Agostinho porque pensava que Fátima era a amante dele (na verdade era a irmã por parte de pai). Bebel colecionou inúmeras brigas ao longo dos anos, sendo sua personalidade forte a responsável pela maioria delas, ou em raras vezes adentrando a confusão sem querer por conta de seu lado ingênuo, muitas vezes chegando a sair no tapa com outras personagens. Detalhe curioso que ela nunca levou a pior numa briga durante todo o seriado. Isso sem contar as inúmeras vezes onde ela agrediu Agostinho por alguma malandragem que ele tentou aprontar.
O lado sensual de Bebel já foi mostrado inúmeras vezes e é uma marca da personagem (já que suas roupas, mesmo na época mais menina, já chamavam para esse lado) como no episódio “A Mocréia” onde fez o penteado da Angelina Jolie para encantar o marido ou em “Elas Estão Descontroladas” onde usou uma roupa sadomasoquista.

## Aniversário
A personagem nasceu em Outubro de 1975, data confirmada em muitos episódios porém frequentemente desmentida. Só o dia que nunca foi mencionado.

## Infância
Nunca foi revelado muita coisa sobre a infância dos filhos da Nenê, só em algumas ocasiões especiais que eles lembram, como no natal onde sabemos que eles ficavam emocionados quando viam Seu Flor fantasiado de Papai Noel, fato revelado no primeiro episódio de natal da série.

## Família

### Agostinho Carrara
Sua relação com Agostinho(Pedro Cardoso) é bem tumultuada, desde o dia que se conheceram, já que embora um seja perdidamente apaixonado pelo outro, sempre encontram motivos para brigar, já que enquanto ela era infantil e caprichosa, conseguindo tudo com choros, berros e beiços, ele era machista e ciumento. Atualmente, eles brigam, mais pelas irresponsabiliades dele.
Eles sempre brigaram por qualquer motivo, mas na 1ª Temporada, a confusão começou quando Agostinho foi trabalhar como gerente de motel, no início Bebel desconfiou, mas logo depois aceitou o emprego do marido (afinal de contas, ajudaria nas contas do fim do mês). O mesmo não aconteceu quando Bebel foi trabalhar dois anos depois. Ele queria era sustentá-la, já que pra ele lugar de mulher é em casa, visão que Bebel não concorda, por esse motivo (e por ele não aprovar ver sua mulher vestida de micro short, miniblusa e peruca laranja) que o casamento dos dois entrou em crise durante 5 episódios.
Tudo estava tranqüilo, quando finalmente Bebel e Agostinho resolveram, se mudar para a casa ao lado no episódio “O Rei Leão”, que era a casa da mãe do Beiçola (Dona Etelvina), por esse motivo, eles passaram a pagar aluguel para ele. Em alguns momentos, Bebel já teve que enrolar o Beiçola para não pagar o aluguel por culpa do marido.

### Lineu Silva
Sempre quando acontece uma briga com Agostinho, Lineu (Marco Nanini) é o primeiro a ser lembrado pela filha Bebel. Mesmo que ele reclame com Dona Nenê (Marieta Severo) sobre mimar os filhos, ele protege Bebel a maioria dos fatos (o que faz parecer que ela é a preferida de Lineu).
Lineu é um ótimo pai para Bebel, dando conselhos para ela e se senti orgulhoso por ela se dedicar mais que o irmão (mesmo ela não tendo um diploma).

### Nenê Silva
A primogênita sempre foi bastante mimada pelos pais, fato que a própria Nenê admite que foi um erro. Mesmo assim as duas sempre trocaram conselhos, e Nenê nunca deixou de dar carinho para a filha, embora seja algumas vezes provocada pela filha, que diz que ela protege o filho preferido (Tuco).
Mesmo assim, as duas já brigaram diversas vezes, de ficarem dias sem uma falar com a outra, mas no final o amor de mãe e filha sempre falou mais alto.

### Arthur Silva (Tuco)
Os dois vivem entrando em confusão, seja por comentários sarcásticos que o Tuco (Lúcio Mauro Filho) faz sobre o Agostinho, ou por um considerar o outro o preferido dos pais.
Mesmo assim, em muitas situações eles se entendem, e conseguem juntos chegar a uma conclusão.

### Florianinho
Florianinho é o primogênito do casal Agostinho e Bebel, muito querido, amado e mimado pela mãe, o garoto apronta muitas confusões e na maioria das vezes, saí de "fininho" delas, sem levar nenhuma culpa ou castigo.

## Cirurgias plásticas
Bebel já fez pelo menos 2 ou 3 cirurgias para aumentar os peitos e as nádegas. A primeira financiada por Agostinho e as outras duas também pelo maridão.